# Moose Jaw Events Centre
Il Moose Jaw Events Center (dal 2011 al 2021 chiamato Mosaic Place per motivi di sponsorizzazione) è un impianto sportivo polifunzionale a Moose Jaw, in Canada.
Ospita principalmente incontri di hockey su ghiaccio (sin dall'apertura nel 2011 ospita gli incontri dei Moose Jaw Warriors che giocano nella Western Hockey League) e curling, oltre ad essere utilizzato per concerti e fiere.
Nel 2023 ha ospitato il mondiali di hockey su slittino.